# Kutry rakietowe typu Sparviero
Kutry rakietowe typu Sparviero (także Nibbio) – typ siedmiu włoskich kutrów rakietowych o konstrukcji wodolotu, zbudowanych dla włoskiej marynarki wojennej w latach 1974-1984.
Ze względu na wysokie koszty eksploatacji okręty wycofano ze służby w latach 1991-1999.
W latach 1993–1995 w japońskiej stoczni Sumitomo w Uraga zbudowane zostały na licencji trzy nieco zmodyfikowane jednostki przeznaczone dla Japońskich Morskich Sił Samoobrony, gdzie otrzymały oznaczenie typ PG 1.

## Okręty
- „Sparviero” (P420)
- „Nibbio” (P421)
- „Falcone” (P422)
- „Astore” (P423)
- „Grifone” (P424)
- „Gheppio” (P425)
- „Condor” (P426)